# Talija (biljni rod)
Talija (srcolist, preloj; lat. Parnassia), rod vodenih trajnica iz porodice Celastraceae, nekada uključivan u vlastitu porodicu Parnassiaceae. Postoji između pedesetak
 i sedamdesetak vrsta
, uglavnom na sjevernoj polutki (Euroazija i Sjeverna Amerika). U Hrvatskoj raste vodeni srcolist ili močvarna talija (P. palustris)

## Opis
To su niske višegodišnje biljke ponekad svrstavane u porodicu Parnassiaceae, ponekad u Celastraceae. Rasprostranjene su diljem sjeverne hemisfere. Biljke rastu u čupercima i nose bijele, zelenkasto bijele ili žute cvjetove. Pet sterilnih prašnika koji nose nektarske žlijezde izmjenjuju se s pet plodnih prašnika u svakom cvijetu. “Parnassova trava” povremeno se sadi na vlažnim, sjenovitim mjestima u blizini vode.

## Vrste
1. Parnassia alpicola Makino
2. Parnassia amoena Diels
3. Parnassia asarifolia Vent.
4. Parnassia bifolia Nekr.
5. Parnassia cabulica Planch. ex Clarke
6. Parnassia cacuminum Hand.-Mazz.
7. Parnassia caroliniana Michx.
8. Parnassia chinensis Franch.
9. Parnassia cirrata Piper
10. Parnassia cooperi W. E. Evans
11. Parnassia crassifolia Franch.
12. Parnassia davidii Franch.
13. Parnassia delavayi Franch.
14. Parnassia epunctulata J. T. Pan
15. Parnassia esquirolii H. Lév.
16. Parnassia faberi Oliv.
17. Parnassia farreri W. E. Evans
18. Parnassia filchneri Ulbr.
19. Parnassia fimbriata Banks
20. Parnassia foliosa Hook. fil. & Thomson
21. Parnassia gansuensis T. C. Ku
22. Parnassia glauca Raf.
23. Parnassia grandifolia DC.
24. Parnassia guilinensis G. Z. Li & S. C. Tang
25. Parnassia kotzebuei Cham. & Schltdl. ex Spreng.
26. Parnassia kumaonica Nekr.
27. Parnassia labiata Z. P. Jien
28. Parnassia laxmannii Pall. ex Schult.
29. Parnassia longipetala Hand.-Mazz.
30. Parnassia lutea Batalin
31. Parnassia monochoriifolia Franch.
32. Parnassia mysorensis F. Heyne ex Wight & Arn.
33. Parnassia noemiae Franch.
34. Parnassia nubicola Wall.
35. Parnassia obovata Hand.-Mazz.
36. Parnassia omeiensis T. C. Ku
37. Parnassia oreophila Hance
38. Parnassia palustris L.
39. Parnassia parviflora DC.
40. Parnassia perciliata Diels
41. Parnassia procul H. Turner & Veldkamp
42. Parnassia pusilla Wall.
43. Parnassia rhombipetala B. L. Chai
44. Parnassia scaposa Mattf.
45. Parnassia siamensis Shimizu
46. Parnassia simianshanensis M.X.Ren, J.Zhang & Z.Y.Liu
47. Parnassia submysorensis J. T. Pan
48. Parnassia tenella Hook. fil. & Thomson
49. Parnassia townsendii B. L. Rob.
50. Parnassia trinervis Drude
51. Parnassia viridiflora Batalin
52. Parnassia wightiana Wall.
53. Parnassia xinganensis C. Z. Gao & G. Z. Li
54. Parnassia yui Z. P. Jien
55. Parnassia yunnanensis Franch.
56. Parnassia zhengyuana M. X. Ren & J. Zhang